# Larry Walker (baseballista)
Larry Kenneth Robert Walker (ur. 1 grudnia 1966) – kanadyjski baseballista, który występował na pozycji prawozapolowego przez 17 sezonów w Major League Baseball.

## Biografia
W młodości grał w hokeja i chciał w przyszłości zawodowo uprawiać ten sport, jednak 14 listopada 1984 roku podpisał kontrakt jako wolny agent z baseballowym klubem Montreal Expos. Początkowo występował w zespołach niższych lig, między innymi w ówczesnym klubie farmerskim Expos Indianapolis Indians. W MLB zadebiutował 16 sierpnia 1989 roku w meczu przeciwko San Francisco Giants, w którym zdobył dwa runy. W sezonie 1994 miał najwięcej zdobytych double'ów w National League; zaliczył ich w sumie 44.
W kwietniu 1995 przeszedł do Colorado Rockies, a dwa lata później został wybrany MVP National League. Będąc zawodnikiem Rockies trzykrotnie zwyciężał w klasyfikacji średniej uderzeń – w sezonach 1998 (0,363), 1999 (0,379), 2001 (0,350). W 1998 zdobył nagrodę Lou Marsh Trophy dla najlepszego kanadyjskiego sportowca. W 2004 roku w ramiach wymiany przeszedł do St. Louis Cardinals, w którym zakończył karierę.
W styczniu 2020 został uhonorowany członkostwem w Baseball Hall of Fame.

## Nagrody i wyróżnienia
| Nagroda/wyróżnienie     | Lata                                                 | Źródło |
| MVP National League     | 1997                                                 | [ 5 ]  |
| 5× All-Star             | 1992, 1997, 1998, 1999, 2001                         | [ 3 ]  |
| 7× Gold Glove Award     | 1992, 1993, 1997, 1998, 1999, 2001, 2002             | [ 5 ]  |
| 3× Silver Slugger Award | 1992, 1997, 1999                                     | [ 5 ]  |
| Baseball Hall of Fame   | od 2020                                              | [ 6 ]  |
| 9× Tip O’Neill Award    | 1987, 1990, 1992, 1994, 1995, 1997, 1998, 2001, 2002 | [ 7 ]  |